# Bishnupur (24 Pargana Sud)
Bishnupur è una suddivisione dell'India, classificata come census town, di 4.529 abitanti, situata nel distretto dei 24 Pargana Sud, nello stato federato del Bengala Occidentale. In base al numero di abitanti la città rientra nella classe VI (meno di 5.000 persone).

## Geografia fisica
La città è situata a 22° 22' 60 N e 88° 16' 0 E e ha un'altitudine di 5 m s.l.m..

## Società

### Evoluzione demografica
Al censimento del 2001 la popolazione di Bishnupur assommava a 4.529 persone, delle quali 2.390 maschi e 2.139 femmine. I bambini di età inferiore o uguale ai sei anni assommavano a 391, dei quali 219 maschi e 172 femmine. Infine, coloro che erano in grado di saper almeno leggere e scrivere erano 3.704, dei quali 2.049 maschi e 1.655 femmine.